# India (ort)
India är en ort i Gambia. Den ligger i regionen North Bank, i den centrala delen av landet, 90 km öster om huvudstaden Banjul. Antalet invånare var 608 vid folkräkningen 2013.